# Staatsstraße 2101

Brunnhaus Obernesselgraben der Soleleitung mit Hochreserve

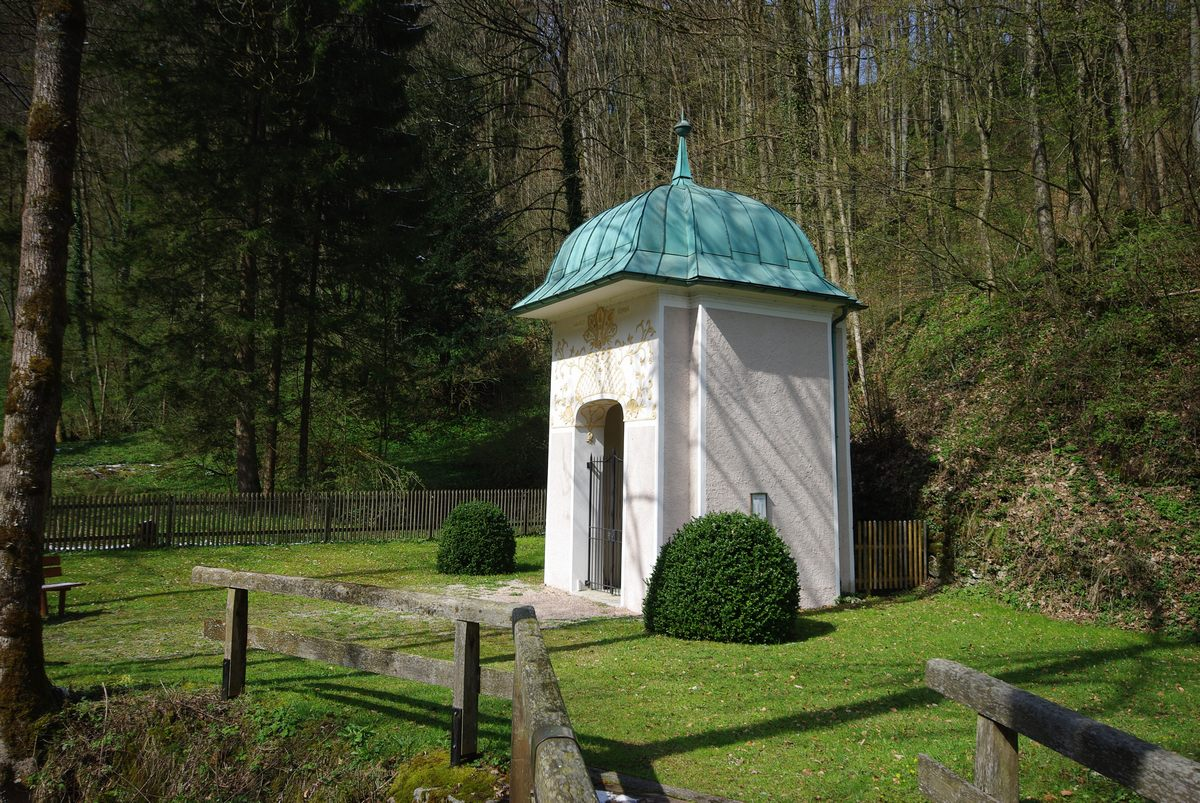
Seebachkapelle

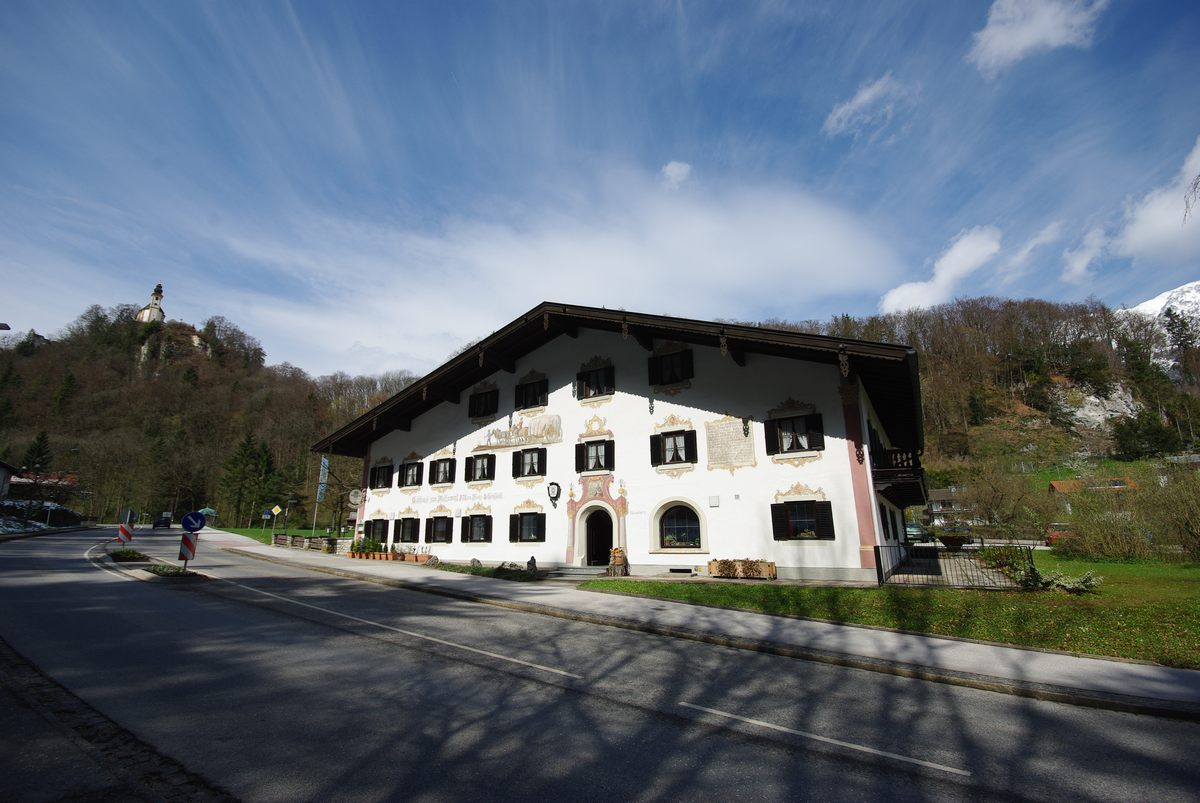
Moserwirt mit Staatsstraße 2101

Die Staatsstraße 2101 (St 2101) des Freistaates Bayern verbindet die B 20, die B 21 und die Reichenbachstraße am Verkehrsverteiler Süd an der Kretabrücke mit der B 305 – einem Teil der Deutschen Alpenstraße – an der Abzweigung Weinkaser im Obernesselgraben.

## Geschichte

### Vorgeschichte
Ein Teil des Weges, den die Staatsstraße 2101 heute nimmt, wurde bereits seit der Bronzezeit durch Händler und Säumer genutzt. Die Kelten hatten ein weit verzweigtes Handelsnetz, für das die Siedlungen in Karlstein und im Langackertal ein wichtiger Knotenpunkt war. Auch damals schon wurde Salz aus den Solequellen der Stadt Bad Reichenhall gewonnen, was den Siedlungen im Talkessel eine überdurchschnittliche Größe und Bedeutung gab. In der Römerzeit wurden diese alten Handelswege weiterhin genutzt und zum Teil auch ausgebaut und gepflastert.
Auch im Mittelalter wurde der Weg über den Thumsee und den Antoniberg genutzt, um das Salz aus der Stadt in Richtung Tirol und Niederbayern zu transportieren. Entlang dieser Route befinden sich viele militärische Bauwerke, die von einem jahrhundertelangen Kampf um das Weiße Gold zeugen. Die Burg Kirchberg (abgegangen), die Burg Vager (abgegangen), die Maut zu Karlstein (abgegangen), die Turmruine Amerang (größtenteils abgegangen) sowie die Burgruine Karlstein, die als Bau- oder Bodendenkmal in die Denkmalliste eingetragen sind, zeugen von den Auseinandersetzungen dieser Zeit. Diese befestigten Anlagen haben zum Teil nur eine sehr kurze Zeitspanne von weniger als einhundert Jahren überdauert und standen im Spannungsfeld zwischen den Bayernherzögen auf der einen und den Erzbischöfen von Salzburg auf der anderen Seite.

### Erster Straßenbau
Um 1580 wurde der bisherige Pfad über den Antoniberg – die Wegstrecke zwischen Thumsee, Antonibergtunnel und dem Mauthäusl bei Weißbach an der Alpenstraße – zu einer Straße ausgebaut, die Mauthäuslstraße und der Neuweg über den Cleber entstanden.
1617 bis 1619 wurde die Soleleitung von Bad Reichenhall nach Traunstein durch Hanns Reiffenstuel und seinen Sohn Simon erbaut. Über mehrere Brunnhäuser wurde mittels Wasserkraft die Sole nach oben in einen Hochbehälter gepumpt, um dann, das natürliche Gefälle nutzend, durch hölzerne Deicheln zum nächsten Brunnhaus zu fließen. In der Stadt mangelte es an Brennholz, weshalb Filialsalinen in Traunstein und in Rosenheim errichtet wurden, um dort das Holz aus den Wäldern an den Oberläufen von Traun und Inn zur Befeuerung der Sudpfannen zu nutzen. Die Staatsstraße folgt zwischen dem ehemaligen Gasthof Kaitl in Karlstein bis zum Ende an der Abzweigung Weinkaser ziemlich genau dem Verlauf der Soleleitung. Von den Brunnhäusern sind heute in Bad Reichenhall nur noch das Brunnhaus Fager (etwa hundert Meter südlich der Staatsstraße bei der Einmündung Thumseestraße) sowie das Brunnhaus Seebichl, das direkt an der Staatsstraße liegt, erhalten. Beide Brunnhäuser stehen heute unter Denkmalschutz. In die Zeit der Errichtung der Staatsstraße fällt auch das Ende der Soleleitung nach Rosenheim, der Betrieb wurde am 1. Juli 1958 eingestellt.
1810 erfolgte – im Zuge der Erneuerung und Verlängerung der Soleleitung durch Georg Friedrich von Reichenbach – eine Verbesserung der Straße. Ein großer Teil der benötigten Steine wurden von der aufgelassenen und bereits stark verfallenen Burgruine Karlstein verwendet.
Als 1935 die Mauthäuslstraße zur Queralpenstraße ausgebaut wurde, erfolgten am bisherigen Neuweg über den Cleber zwischen Karlstein und der heutigen Abzweigung Weinkaser kaum bauliche Maßnahmen. Lediglich eine Teerschicht wurde aufgebracht, ansonsten blieb die 4,5 Meter breite Straße unverändert.

### Neubau
Bis zur Errichtung der Staatsstraße 2101, der Kretabrücke über die Saalach und des Verkehrsverteilers Süd bewegte sich der Verkehr aus Bad Reichenhall in Richtung Schneizlreuth, dem salzburgischen Pinzgau und Tirol sowie in Richtung Karlstein, Weißbach an der Alpenstraße, Inzell und Traunstein über die denkmalgeschützte Luitpoldbrücke, entlang der Nordhänge des östlichen Ausläufers des Müllnerbergs über die Thumseestraße – die heute zur besseren Unterscheidung auch alte Thumseestraße genannt wird – bis nach Karlstein. Am Moserwirt, über den bereits Wolfgang Amadeus Mozart von einer seiner Reisen berichtet, führte die Straße vorbei, weiter über den Seebach, vorbei an der Seebachkapelle bis hinauf zum Thumsee. Die Straße verlief damals noch entlang des Ufers des Sees, wo sich heute der Fußweg befindet. Die Straße schlängelte sich an den Südhängen des Heubergs hinauf bis in den Obernesselgraben und überquerte den Antoniberg vor Errichtung des Tunnels noch oberhalb bei der Antonibergkapelle.
Ende der 1960er Jahre begann man schrittweise, die Kretabrücke und neue Staatsstraße in der Weitwiese zu errichten sowie die bisherige Straße bis hinter den Antoniberg auszubauen.
Zwischen 1969 und 1971 wurde der Bereich zwischen dem Moserwirt und dem Thumsee erneuert. Dazu musste der Seebach verlegt und im Bereich des Brunnhaus Seebichl wegen Hangrutschungen Stützmauern errichtet werden. In diesem Zuge entstand auch der Parkplatz am Seemösl. Für den Bau des Antonibergtunnels musste das Brunnhaus Obernesselgraben der Soleleitung nach Traunstein weichen. Das nördliche Tunnelportal befindet sich ziemlich genau an der Stelle, an der früher das Brunnhaus stand. Auch das zweite Brunnhaus Unternesselgraben wurde abgerissen. Am 16. Februar 1972 erfolgte um 11 Uhr die erste Sprengung für den neuen Straßentunnel. Etwa 70 Sprengungen waren nötig, bis das 97 Meter lange, 9,5 Meter breite und 6,9 Meter hohe Bauwerk erstellt werden konnte. Bei einer Fahrspurbreite von 7,5 Metern blieb auf beiden Seiten Platz für einen Gehweg. Der Antoniusbrunnen mit der Figur des Antonius von Padua entstand im Zuge des Tunnelbaus. 1975 begannen die Bauarbeiten entlang des Thumsees. Die Straße wurde um acht Meter angehoben, um das Naherholungsgebiet am Thumsee aufzuwerten und eine Uferpromenade zu verwirklichen. Dazu wurden zwei Lehnenkonstruktionen mit 68 und 82 Metern Länge und 17 Öffnungen eingebracht und drei Stützmauern errichtet.

## Verlauf

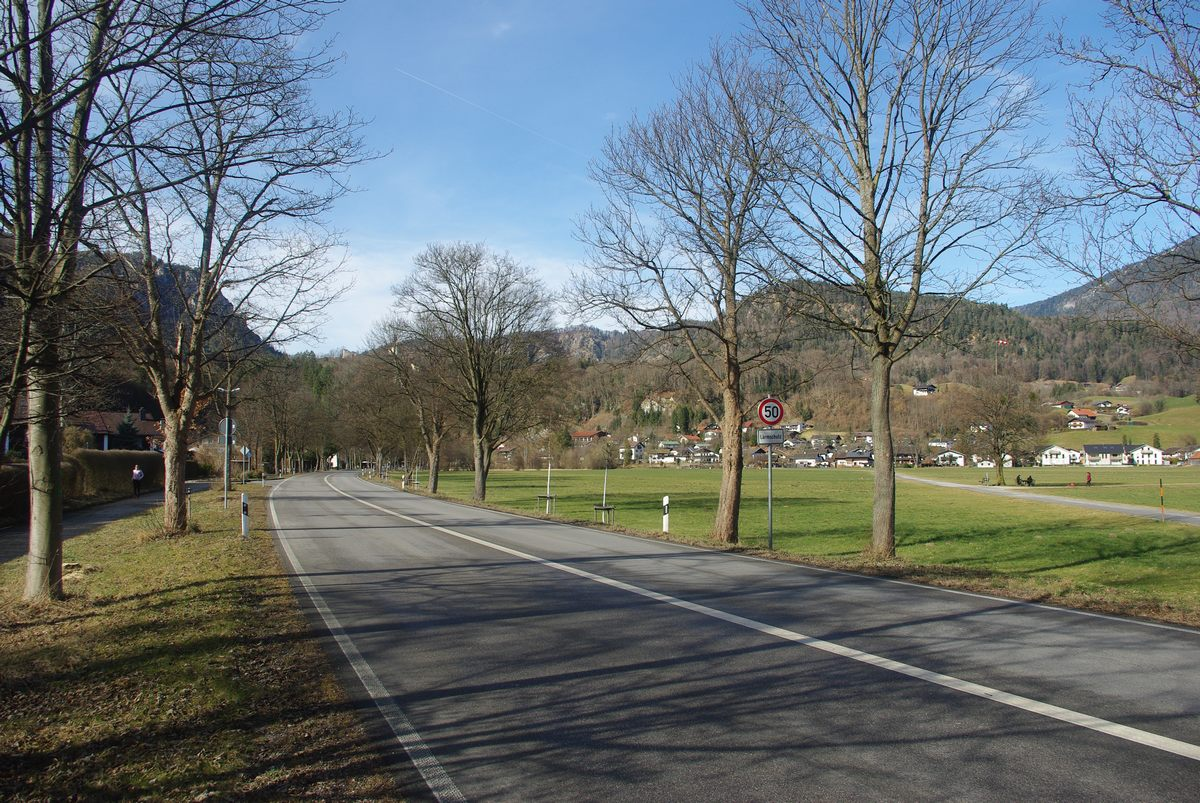
Staatsstraße 2101 im Bereich der Weitwiese

Zwischen dem Verkehrsverteiler Süd in Bad Reichenhall verläuft die Staatsstraße 2101 zuerst über die Kretabrücke und dann weitestgehend geradlinig zwischen den Wohngebieten von Kirchberg und der Weitwiese bis nach Karlstein. Von dort folgt sie grob der Trasse der alten Straßenverbindungen bis hinauf zum Antonibergtunnel und der Abzweigung Weinkaser. Zwischen dem östlichen Ende des Thumsees und dem Antonibergtunnel wurde die Straße durch bauliche Maßnahmen erhöht, um Unterschiede in der Steigung auszugleichen.

## Nutzung
Die Staatsstraße 2101 stellt – mit der Verlängerung durch die B305 – die einzige direkte Verkehrsverbindung zwischen Bad Reichenhall und Weißbach an der Alpenstraße dar und ist damit auch die einzige Straßenverbindung, die den Reichenhaller Talkessel auf kürzestem Wege mit deutschem Staatsgebiet im Nordwesten verbindet. Da die Route über die Staatsstraße um etwa zwei Kilometer kürzer ist als über die B21, nutzen viele Pendler zwischen Salzburg und dem Pinzgau auf ihrem Weg durch das kleine deutsche Eck diese Straße.

## Geschwindigkeitsbeschränkung
Heute ist auf der gesamten Staatsstraße die Höchstgeschwindigkeit beschränkt. Zwischen Reichenbachstraße und Lange Gasse gilt zudem die Regelung für geschlossene Ortschaften, ebenso wie in Karlstein zwischen der Einmündung der Thumseestraße und der Seebachkapelle.
Seit September 2019 gilt auf dem Teilstück zwischen dem Ortsende von Bad Reichenhall auf Höhe der Einmündung Langen Gasse und dem Ortsanfang von Karlstein in der Nähe des Gasthof Kaitl als Lärmschutzmaßnahme eine zulässige Höchstgeschwindigkeit von 50 km/h.
Zwischen Karlstein und dem Ende der Straße an der Abzweigung Weinkaser gab es bis etwa 2010 keine Geschwindigkeitsbeschränkung, lediglich zwischen dem westlichen Ende des Thumsees und der Ortschaft Karlstein galt in den Sommermonaten zwischen Mai und Oktober in beiden Richtungen Tempo 60 wegen des erhöhten Verkehrsaufkommens durch Badegäste. Aufgrund vieler schwerer Unfälle auf dem kurvigen Teil der Straße zwischen Thumsee und dem Antonibergtunnel wurde dort die Geschwindigkeit zuerst auf 80 km/h und später auf 60 km/h beschränkt. Inzwischen gilt für die gesamte Strecke zwischen Abzweigung Weinkaser und dem Ortsanfang von Karlstein eine zulässige Höchstgeschwindigkeit von 60 km/h.

## Tonnagebeschränkung
Nach jahrelangen Diskussionen über eine Nutzung der Staatsstraße 2101 als Ausweichroute für den Schwerlastverkehr – zur Umgehung mautpflichtiger Straßen wie der A 8 zwischen Piding und Traunstein sowie zur Einsparung von etwa zwei Kilometer Fahrstrecke über die B 21 entlang des Saalachsees – ordnete Bad Reichenhalls Oberbürgermeister Herbert Lackner am 6. März 2020 eine Tonnagebeschränkung an. Diese Beschränkung betrifft Fahrzeuge mit einem zulässigen Gesamtgewicht von mehr als 7,5 Tonnen im Durchgangsverkehr und gilt für die gesamte Staatsstraße 2101. Entsprechende Hinweisschilder sollen am Kreisverkehr an der Reichenbachstraße, am Abschleifer „Kretabrücke“ der B 20/B 21 sowie an der „Abzweigung Weinkaser“ an der B 305 aufgestellt werden. Lackner begründete die Beschränkung damit, dass mit der Landesregierung vereinbart wurde, die Zahlen des LKW-Verkehrs entlang des Thumsees bis Januar abzuwarten. Durch die deutliche Erhöhung sei die Zeit zum Handeln gekommen.